# Startas
Startas tenisice, poznate i kao startasice, su marka tenisica hrvatske tvornice obuće Borovo iz Vukovara, ujedno i njezin najpoznatiji proizvod.
Startas tenisice nastale su 1976. godine, a izvorno su zamišljene za igranje stolnog tenisa. Platnene, niske, jednobojne tenisice s gumenim đonom u cijelosti ručno izrađene od prirodnih materijala te su modno obilježile 1980-ih u Hrvatskoj i šire. Jedan par startasica prilikom izrade prođe kroz ruke 23 radnice.
Svoj vrhunac popularnosti Startas doživljava 1987. godine kao službena obuća Univerzijade u Zagrebu. Prodaja Startasica tada je iznosila preko 5 milijuna pari godišnje.
Posebne serije startasica tiskane su u raznim prigodama, poput serije od 5.000 komada s grbom i bojama Hajduka („hajdučke startasice”), serije za Susret hrvatske katoličke mladeži u Vukovaru 2017. (pod krilaticom Startaj novu nadu za pomoć Vukovarskoj bolnici), kao i zeleno-bijele serije s motivom djeteline za irsko tržište. Posebne serije proizvedene su i za potrebe uličnog festivala Cest is d'Best u Zagrebu, splitski festival elektroničke glazbe Ultra, zagrebački INmusic festival i druge događaje i humanitarne akcije.
Startasice je popularizirala i hrvatska predsjednica Kolinda Grabar-Kitarović, koja je na završnici Davis Cupa u Zagrebu u prosincu 2016., kada je nosila Startasice s motivom crno-bijelih kockica („kockaste” ili „navijačke startasice” koje su mediji prozvali „Kolindinim startasicama”).
Ružičaste startasice zagrebačke dizajnerice Ive Ćurković Spajić našle su se i u prestižnom modnom časopisu Vogue. Startasice kao model tenisica pronašle su se na popisu 9 najboljih tenisica na svijetu poznatoga mrežnoga modnoga časopisa InStyle 2016. godine.